# Betula jarmolenkoana
Betula jarmolenkoana är en björkväxtart som beskrevs av Vitaliǐ Petrovich Goloskokov. Betula jarmolenkoana ingår i släktet björkar, och familjen björkväxter. IUCN kategoriserar arten globalt som akut hotad. Inga underarter finns listade.